# Patrick Bergin
Patrick Bergin (Dublin, 4 de fevereiro de 1951) é um ator irlandês.

## Ator
Ele ficou conhecido internacionalmente ao interpretar o marido violento no filme Dormindo com o Inimigo e como o terrorista Irlândes Kevin O'Donnell em Jogos Patrióticos.  Bergin também apareceu como Robin Hood em um filme de TV de 1991.

## Músico
Atualmente, ele lidera a banda Patrick Bergin and the Spirit Merchants. Bergin teve um hit top 10 na Irlanda, com a canção "The Knacker", que conta a história de uma pessoa que recicla carcaças de cavalo e os transforma em cola. Ele também apareceu no vídeo da música de DJ Steve Mac "Paddy's Revenge".

## Filmografia
- Taffin (1988)
- Mountains of the Moon (1990) ... Richard Francis Burton
- Sleeping with the Enemy (1991) ... Martin Burney
- Robin Hood (1991) ... Robin Hood
- Highway to Hell (1991) ... Beezle
- Patriot Games (1992) ... Kevin O'Donnell
- Frankenstein (1992) ... Dr. Victor Frankenstein
- Map of the Human Heart (1993) ... Walter Russell
- The Lawnmower Man 2: Beyond Cyberspace (1996)
- The Ripper (1997) ... Inspector Jim Hansen
- The Island on Bird Street (1997) ... Stefan
- The Lost World (1998) ... George Challenger
- They (Showtime Original Movie) (1993)
- Eye of the Beholder
- One Man's Hero (1999)
- Durango (1999)
- Treasure Island
- When the Sky Falls (2000) ... Mackey
- St. Patrick: The Irish Legend (2000)
- Devil's Prey (2001) ... Minister Seth
- Jewel (2001) ... Leston Hilburn
- Dracula (2002) ... Dracula
- Bloom (2003)
- The Boys from County Clare (2003) ... Padjo
- Ella Enchanted (2004) ... Sir Peter
- Icon (2005) ... Igor Komarov
- Johnny Was (2006) ... Flynn
- Played (2006) ... Riley
- Ghostwood (2006)
- Gallowwalker (2007) ... Marshall Gaza
- Dominator X (2008)
- Dick Dickman P.I. (2008)